# Сабади (Каљари)
Сабади је насеље у Италији у округу Каљари, региону Сардинија.
Према процени из 2011. у насељу је живело 64 становника. Насеље се налази на надморској висини од 145 м.